# CAC Boomerang
CAC Boomerang — австралійський одномісний винищувач періоду Другої світової війни. Представляв собою моноплан змішаної конструкції із закритою кабіною, що збирається шасі і хвостовим колесом. Спроектовано в КБ фірми Commonwealth Aircraft Corporation (CAC) під керівництвом Лоуренса Уакетта. Перший політ серійний літак здійснив 29 травня 1942 року. Масове виробництво на заводі CAC в місті Фішерменс-Бенд розвернулося з липня того ж року.